# Herberg
Herberg er et hus, hvor rejsende kan købe sig til ophold for natten. I videre forstand forstås ved herbergeri den side af gæstgiveri-virksomhed, som består i for betaling at huse, tage i logis, i modsætning til den side af virksomheden, der består i at forsyne med spise- og drikkevarer.
Langs Hærvejen og Jakobsvejen findes adskillige herberger